# Parisul în secolul XX
Parisul în secolul XX (franceză Paris au XXe siècle) este un roman scris de Jules Verne în 1860. Editura Hetzel a refuzat publicarea, romanul a apărut abia în 1994, la Hachette.

## Povestea
Michel Dufrénoy, licențiat în literatura clasică, descoperă că acest gen a fost uitat în lumea viitorului, în care doar afacerile și tehnologia sunt prețuite. Michel, al cărui tată a fost muzician, este un poet născut prea târziu care locuiește în casa unchiului său, Stanislas Boutardin. După absolvire, acesta îl îndeamnă să înceapă lucrul într-o companie bancară, dar Michel se îndoiește că poate reuși în lumea afacerilor.
Căutând opere ale scriitorilor din secolul al XIX-lea, Michel se întâlnește cu unchiul Huguenin, renegat de restul familiei pentru că lucrează în domeniul artelor. Între timp, la noul său serviciu, Michel eșuează în fiecare lucru pe care îl face pentru Banca Casmodage and Co. În cele din urmă i se găsește un post în care se poate descurca și care este suficient pentru a-și asigura casa și masa, unde lucrează alături de un om pe nume Quinsonnas.
Acesta din urmă, împreună cu domnul Richelot și nepoata lui, domnișoara Lucy, nu s-au adaptat societății mercantile a acelor vremuri, în care chiar și femeile sunt cinice, nevrotice și avide de a face carieră. În cele din urmă, Michel și Quinsonnas sunt dați afară de la bancă, ultimul plecând în Germania.
Michel ajunge să trăiască într-o stare de sărăcie lucie, mâncând hrană sintetică derivată din cărbune. Îndrăgostit de Lucy, este disperat când aceasta dispare din apartamentul ei imediat după ce bunicul ei își pierde slujba de ultim profesor de retorică al universității. Întreaga Europă intră într-o iarnă extrem de friguroasă, care compromite agricultura și rezervele de hrană, făcând loc foametei. Savanții din Paris inventează un dispozitiv electric cu ajutorul căruia readuc la viață persoanele moarte în râurile înghețate.
Michel face o ultimă plimbare printre minunile mecanice înghețate ale Parisului înainte de a cădea înghețat în zăpadă.

### Capitolele cărții
- Capitolul I - Societatea Generală de Credit Instrucțional
- Capitolul II - Vedere de ansamblu asupra străzilor Parisului
- Capitolul III - O familie eminamente practică
- Capitolul IV - Despre câțiva autori din secolul al XIX-lea și despre dificultatea de a-i procura
- Capitolul V - În care se vorbește despre mașinile de calculat și despre casele de bani care se apără singure
- Capitolul VI - În care Quinsonnas își face apariția pe culmile cărții celei mari
- Capitolul VII - Trei guri inutile pentru societate
- Capitolul VIII - În care este vorba despre muzica veche și modernă și despre utilizarea practică a câtorva instrumente
- Capitolul IX - O vizită la unchiul Huguenin
- Capitolul X - Marea trecere în revistă a autorilor francezi efectuată de unchiul Huguenin duminică, 15 aprilie 1961
- Capitolul XI - O plimbare în portul Grenelle
- Capitolul XII - Opiniile lui Quinsonns despre femei
- Capitolul XIII - În care este vorba despre cât de ușor poate să moară de foame un artist în secolul douăzeci
- Capitolul XIV - Marele antrepozit dramatic
- Capitolul XV - Mizerie
- Capitolul XVI - Demonul electricității
- Capitolul XVII - Et in pulverem reverteris[1]

## Considerații asupra operei

### Refuzul publicării
Editorul lui Jules Verne, Pierre-Jules Hetzel, a considerat că pesimismul cărții ar avea repercusiuni negative asupra carierei înfloritoare a autorului și i-a sugerat să mai aștepte 20 de ani înainte să o publice. El îi scria lui Verne despre o versiune a manuscrisului pe care tocmai o citise::
„Nu mă așteptam la perfecțiune - repet, știam că vrei imposibilul - dar speram totuși la ceva mai bun.”
Hetzel l-a criticat pe autor și pentru că nu a acoperit în întregime posibilitățile pe care le deschidea romanul:
„În această carte nicio problemă legată de viitor nu e rezolvată corespunzător și nu apare nicio critică despre care să nu mai fi auzit anterior în numeroase rânduri. Mă surprinzi... [este] fără strălucire și fără viață.”
Din acest motiv, Verne a pus manuscrisul într-un seif și l-a uitat acolo, el fiind descoperit de strănepotul său în 1989.

### Predicții
În această carte Verne a prezis multe dintre lucrurile care aveau să apară în anii '60. Unele au devenit realitate la momentul precizat de el, dar altele au fost atât de avangardiste încât societatea le-a atins abia după alte câteva decenii. Printre predicțiile lui Verne se numără:
- Distrugerea Reciprocă Asigurată
- Zgârie-norii
- Motorul cu ardere internă
- Trenurile de mare viteză
- Calculatorul de buzunar
- Internetul (o rețea de comunicație mondială "telegrafică")
- Scaunul electric
- Calculatorul

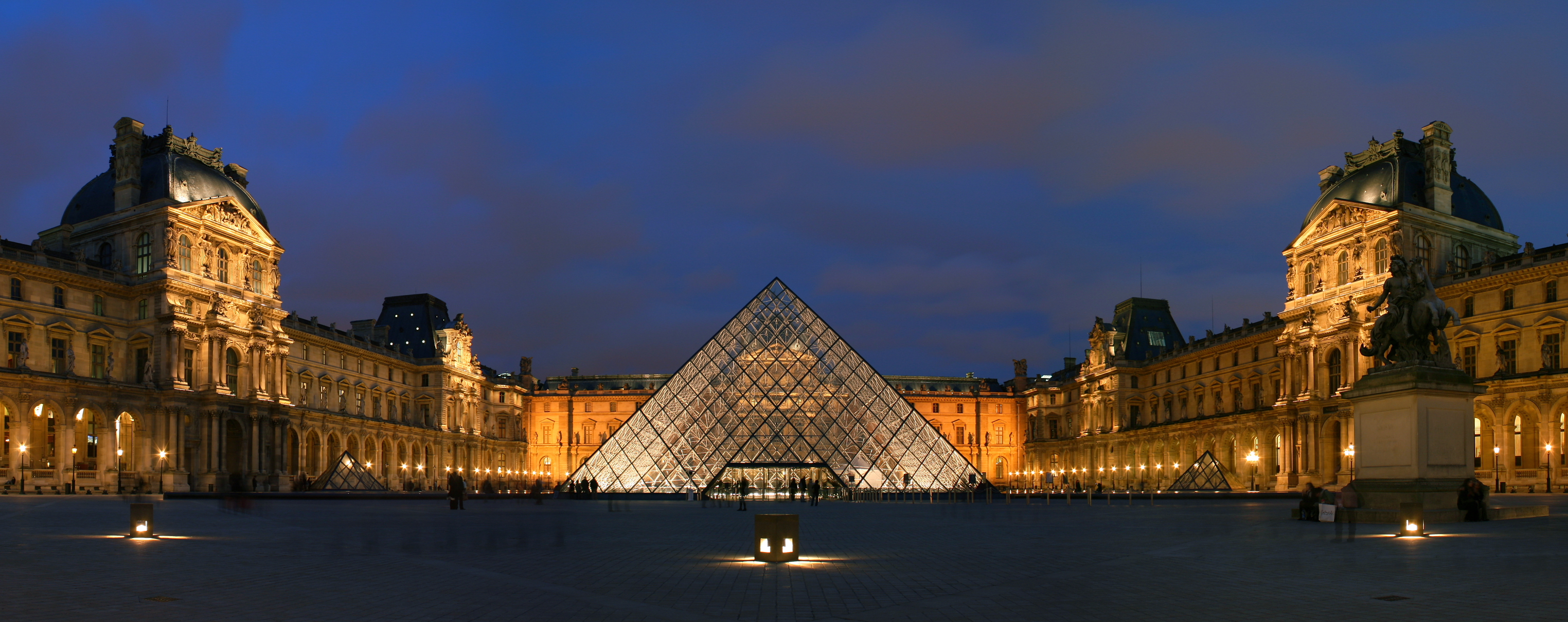
Piramida de la Luvru a fost adăugată în 1989.

Verne a prezis că la muzeul Luvru din Paris se va construi un element central geometric modern. În 1989 I. M. Pei a ridica în piaza centrală din Luvru o structură piramidală modernă, geometrică, din oțel și sticlă.

### Semnificație literară și critici
Apariția romanului pierdut al lui Verne a cauzat o vie reacție printre criticii moderni, care, în marea lor majoritate, l-au primit cu căldură, salutându-l ca "preștient și plauzibil". La rândul lor, alți critici au considerat fără rost pesimismul exagerat al viitorului prezentat de Verne, întocmai ca și editorul acestuia..
Cartea a fost un best-seller în Franța, unde a fost promovată masiv înaintea publicării. Majortatea criticilor au admis că este vorba despre "o operă de o inestimabilă importanță istorică."
Criticul Evelyn C. Leeper a considerat că Verne ar fi un candidat potrivit pentru categoria "Cel mai bun roman" din cadrul premiului Hugo din 1996, subliniind că nu a citit în acel an multe romane care să fie mai bune ca opera lui Verne. Premiul Hugo se acordă anual celor mai bune creații SF publicate în anul precedent.
Opera este importantă și pentru erudiții literaturii verniene, unii dintre aceștia afirmând că niciuna dintre operele sale nu s-a apropiat așa de mult de profețirea viitorului întregii civilizații.
La doi ani de la publicare, romanul a fost adaptat pentru scenă în Olanda.

## Teme abordate în cadrul romanului
- Efectele negative ale utilizării tehnologiei (temă prezentă și în romanele 20.000 de leghe sub mări, Robur Cuceritorul sau Întâmplări neobișnuite)
- Viziunea pesimistă asupra viitorului, prezentă în unele opere din ultima perioadă a creației verniene (de exemplu, în romanul În fața steagului)

## Lista personajelor
- Michel Dufrénoy - 16 ani, licențiat în literatură clasică
- Stanislas Boutardin - unchiul lui Michel, la care acesta locuiește înainte de absolvire
- Huguenin - unchiul lui Michel, renegat de familie din cauza preocupările lui artistice
- Quinsonnas - colegul de birou al lui Michel la Banca Casmodage and Co.
- Richelot - ultimul profesor de retorică al universității
- Lucy - nepoata lui Richelot, de care se îndrăgostește Michel

## Traduceri în limba română
- 1995 - Parisul în secolul XX, Ed. Nemira, Colecția "Paganel", traducere Ion Hobana, 176 pag., ISBN 973-569-100-0